# Чиквиладзе, Парнаоз Лукич
Парнаоз Лукич Чиквиладзе (груз. ფარნაოზ ლუკას ძე ჩიკვილაძე 14 апреля 1941, Ахмета — 14 июня 1966, Москва) — советский грузинский самбист и дзюдоист, чемпион и призёр чемпионатов Европы по дзюдо, бронзовый призёр летних Олимпийских игр 1964 года в Токио, заслуженный мастер спорта СССР по дзюдо (1965).

## Биография
Родился в селе Чабинаани в Кахетии в 1941 году.
В 1964 году в составе команды стал чемпионом Европы по дзюдо и занял второе место в личном первенстве. Был включен в олимпийскую команду.
Выступая на Летних Олимпийских играх 1964 года в Токио боролся в категории свыше 80 килограммов. В его категории боролись 14 спортсменов. Соревнования велись по круговой системе в группах и затем по олимпийской системе. Борцы были разделены на группы по три человека в каждой. Победитель группы выходил в полуфинал, после чего соревнования велись с выбыванием после поражения.
В предварительных схватках Парнаоз Чиквиладзе победил американца Джорджа Харриса (США) и Энтони Суини (Великобритания). В полуфинале Парнаоз Чиквиладзе боролся с Дугласом Роджерсом, канадским борцом, тренировавшимся в Японии с будущим олимпийским чемпионом Исао Инокума. В схватке советский борец потерпел поражение, попавшись на о-ути гаэси, контрприём от зацепа ногой изнутри. Таким образом, Парнаоз Чиквиладзе получил бронзовую медаль олимпийских игр, а также занял третье место на чемпионате мира по дзюдо, поскольку соревнования были совмещены.
В 1965 году стал чемпионом Европы в личном первенстве. 8 мая 1966 года занял второе место на чемпионате Европы, а уже чуть более чем через месяц погиб в Москве в автокатастрофе.